# Isochronie (Motorik)
Als Isochronie wird innerhalb der Motorik die gleichbleibende Dauer eines Bewegungsablaufes unabhängig von der Bewegungsamplitude bezeichnet. Dies bedeutet, dass die Dauer einer Bewegung sich nicht verändert, auch wenn sich die Auslenkung vergrößert (z. B., ob man große oder kleine Zahlen auf ein Papier schreibt).
Um die Dauer der Kontraktion konstant zu halten, wird die Intensität der Muskelkontraktionen angepasst. Isochronie gilt für eine Vielzahl von Bewegungen und wird erst im Konsolidierungsstadium motorischen Lernens erreicht.